# Vuelve (canción de La Oreja de Van Gogh)
"Vuelve" es la quinta canción del álbum Guapa del grupo español La Oreja de Van Gogh.

## Información sobre la canción
Es una canción que habla sobre una niña que le escribe una carta a su madre quien se fue a trabajar al extranjero para poder mandarle dinero, en la carta ella le dice que la extraña y que quiere que vuelva junto a ella, también le dice que aún recuerda los momentos que tiempo antes pasaron juntas.
- Datos: Q6165161